# VV-2
VV-2 – ukraiński, niewielki śmigłowiec szkolny o konstrukcji kompozytowej, zaprojektowany i zbudowany przez firmę Softex Aero.

## Historia
Śmigłowiec określany jest przez producenta jako maszyna szkolna. Tym niemniej konstrukcja maszyny przypomina typowe śmigłowce szturmowe. Niewielka powierzchnia czołowa, kabina w układzie tandem, wysunięty mocno do tyłu i skierowany ku górze układ wydechowy przypomina swoim układem śmigłowce bojowe. Wrażenie militarnego pochodzenia inspiracji konstruktorów dopełniają niewielkie skrzydła zamontowane po obydwu stronach kadłuba śmigłowca. Niewielkie rozmiary maszyny i tym samym również niewielki udźwig, radykalnie zmniejsza możliwości bojowe śmigłowca, oceniane pod kątem zdolności do przenoszenia uzbrojenia. Producent informuje o możliwości instalacji radiowego układu sterowania. Dzięki temu możliwe byłoby przekształcenie śmigłowca w maszynę bezzałogową. 14 września 2016 roku producent opublikował film z oblotu prototypu VV-2 o rejestracji UR-EXG.